# 定军山
33°08′15″N 106°39′51″E / 33.13756°N 106.664275°E

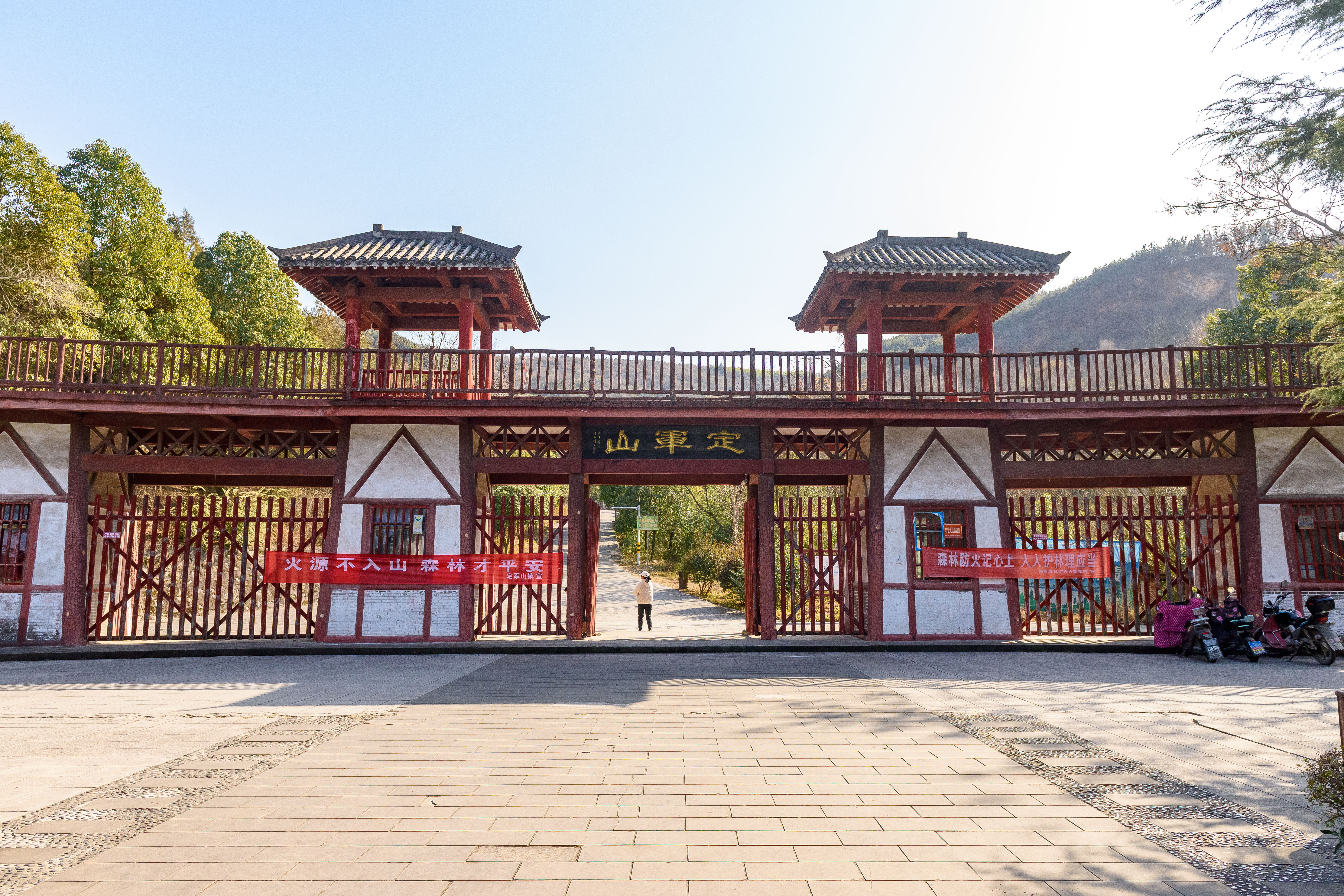
定军山公园西门

定军山位于今陕西省南部汉中市西部勉县城南的定军山镇，附近有古阳平关，隔着汉水和天荡山面对。定军山以三国时蜀汉大将黄忠于漢中之戰击毙曹魏大将夏侯渊闻名。根据《三国志·蜀书·诸葛亮传》的记载，诸葛亮遗命“葬汉中定军山”，所以定军山建有武侯墓。黄忠病逝之后也葬于定军山下，在清代由刘源迁葬成都鸡矢树，但是在文化大革命中其墓被毁。

## 参阅
- 定军山之战